# Kanton Rennes-Nord
Kanton Rennes-Nord (francouzsky Canton de Rennes-Nord) je francouzský kanton v departementu Ille-et-Vilaine v regionu Bretaň. Tvoří ho pouze severní část města Rennes.